# لاين فريزر
لاين فريزر (3 أبريل 1964 في المملكة المتحدة - ) هو لاعب كرة قدم كندي في مركز الدفاع. شارك مع منتخب كندا لكرة القدم. أما مع النوادي، فقد لعب مع نيو إنجلاند ريفولوشن وتورونتو بلِيزارد ‏ وColorado Foxes ‏ وMontreal Supra ‏ وبالتيمور بلاست ‏ وBaltimore Blast ‏ وهَاميلتون ستيلرز ‏ وKansas City Attack ‏ وكنساس سيتي كومتس ‏ وSacramento Knights ‏.

## وصلات خارجية
- لاين فريزر على موقع الاتحاد الدولي (مؤرشف)  (الإنجليزية)
- لاين فريزر على موقع الدوري الأمريكي (الإنجليزية)
- لاين فريزر على موقع قاعدة بيانات كرة القدم.إي يو (الإنجليزية)
- لاين فريزر على موقع ناشيونال فوتبول تيمز (الإنجليزية)